# Mahamadou Issoufou
Pour les articles homonymes, voir Issoufou.
Mahamadou Issoufou, né le 1er janvier 1952 à Dandadji, est un homme d'État nigérien, président de la république du Niger du 7 avril 2011 au 2 avril 2021. Issoufou était aussi jusqu'à cette date président du Parti nigérien pour la démocratie et le socialisme (PNDS-Tarayya).
Mahamadou Issoufou a été Premier ministre de 1993 à 1994, président de l'Assemblée nationale de 1995 à 1996, député à l'Assemblée nationale de 1999 à 2009 et fut également quatre fois candidat aux élections présidentielles à partir de 1993. Il est arrivé au deuxième tour en 1999 et en 2004 face à Mamadou Tandja, qui l'a battu. En 2011 et en 2016, il remporte les scrutins présidentiels avec respectivement 57,95 % et 92,51 % des voix. Malgré plusieurs controverses lors de ses mandats, son bilan ainsi que son engagement répété à un départ du pouvoir dans le respect des règles constitutionnelles lui valent de recevoir en mars 2021 le prix Mo Ibrahim, qui récompense la bonne gouvernance et le leadership démocratique des dirigeants africains.

## Jeunesse et études
Mahamadou Issoufou est né en 1952 à Dandadji dans la région de Tahoua, au Niger. Il appartient à l'ethnie haoussa.
Mahamadou Issoufou est titulaire d'une licence de mathématiques de l'université de Niamey depuis 1975. Il poursuit ensuite ses études à l'université des sciences et techniques du Languedoc de Montpellier de 1975 à 1976 (obtention de la maîtrise en mathématiques et applications fondamentales) ; à l'université Pierre-et-Marie-Curie de 1976 à 1977 (diplôme d'études approfondies de probabilités et statistique) et à l'École nationale supérieure des mines de Saint-Étienne (France) de 1977 à 1979, d'où il sort avec le diplôme d'ingénieur civil des mines.
Pendant ses études en France, il est membre de la Fédération des étudiants d'Afrique noire en France et soutient des idées socialistes.

## Carrière professionnelle
Ingénieur des mines, il est directeur national des mines au ministère des Mines et de l'Industrie de 1980 à 1985 ; de 1985 à 1991, il occupe successivement les postes de secrétaire général, directeur des exploitations puis directeur technique de la Société des mines de l'Aïr (SOMAIR, filiale d'AREVA). Il en démissionne pour entamer une carrière politique.

## Carrière politique
À la faveur des mouvements démocratiques des années 1990, il crée, avec plusieurs de ses anciens compagnons des mouvements estudiantins, notamment de lycée et d'université, le Parti nigérien pour la démocratie et le socialisme (PNDS-Tarayya), de sensibilité socialiste.

### Candidat à l'élection présidentielle de 1993
Il prend part à l'élection présidentielle organisée au Niger après l’avènement de la démocratie pluraliste au sortir de la conférence nationale souveraine de 1992. Troisième après Mamadou Tandja et Mahamane Ousmane à l'élection de 1993, son parti a créé, avec la CDS et l’ANDP de Moumouni Adamou Djermakoye, un regroupement dénommé l'Alliance des forces du changement (AFC) ayant permis l’élection au second tour de Mahamane Ousmane face à Mamadou Tandja en 1993.

### Premier ministre, président de l'Assemblée et élections présidentielles successives
Après qu'il a été nommé Premier ministre, des dissensions apparaissent rapidement au sein de l'AFC et l’alliance vole en éclats à la suite de sa démission le 28 septembre 1994. De nouvelles élections législatives anticipées le ramènent en 1995 au poste de président de l’Assemblée nationale, jusqu’au coup d'État militaire mené par Ibrahim Baré Maïnassara en janvier 1996.
Avec l’élection de Mamadou Tandja qui le bat au deuxième tour de l'élection présidentielle en 1999, il rentre dans l’opposition dont il devient le chef de file, et occupe un poste de député jusqu'à la dissolution par le président Tandja de l’Assemblée nationale en 2009.

### Opposant à Tandja
Depuis l’annonce par le président Tandja de son intention de rester au pouvoir au-delà de ses deux mandats réguliers, le clivage s’est renforcé entre les protagonistes politiques au Niger. Mahamadou Issoufou préside le Front pour la restauration de la démocratie qui regroupe les forces démocratiques et les centrales syndicales nigériennes en lutte contre le plan « Tazartché » du président Tandja. Avec ce plan, un référendum est organisé par le gouvernement et boycotté par l’opposition pour l’adoption d'une Constitution instaurant la sixième République. Mamadou Tandja est renversé le 18 février 2010 par l'armée, menée par Salou Djibo, qui promet de rendre le pouvoir aux civils en 2011.

### Élection présidentielle de 2011
Mahamadou Issoufou est investi candidat de son parti, le PNDS, le 6 novembre 2010. Il arrive en première position lors du premier tour de l'élection présidentielle du 31 janvier 2011 face à neuf autres candidats. Avec 36,06 % des suffrages exprimés, il est opposé au second tour, le 12 mars 2011, à Seyni Oumarou du MNSD qui a obtenu 23,24 % des voix au premier tour. Avec le soutien du MODEN-FA Lumana (Mouvement démocratique nigérien pour une fédération africaine) de Hama Amadou, il s'impose au second tour avec 57,95 % des voix, la participation ayant chuté de 51,56 % à 48,17 % des inscrits. Il est investi le 7 avril 2011 et nomme comme Premier ministre Brigi Rafini.

### Présidence

#### Programme gouvernemental

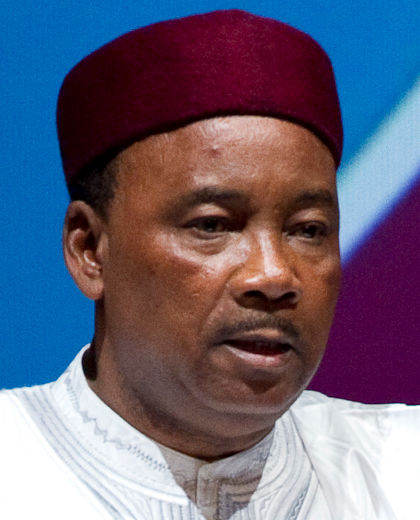
Mahamadou Issoufou, en habits traditionnels en 2012.

L’action gouvernementale est conduite pour mettre en œuvre le Programme de renaissance proposé par le candidat Mahamadou Issoufou aux élections de mars 2011, et qui comporte 8 axes :
1. Bâtir des institutions démocratiques fortes, crédibles et durables ;
2. Assurer la sécurité des personnes et des biens sur toute l’étendue du territoire national ;
3. Relancer l’économie et promouvoir le développement social à travers des investissements publics ;
4. Assurer la sécurité alimentaire à travers l’initiative « 3N » : (les Nigériens nourrissent les Nigériens) ;
5. Assurer l’accès à l’eau potable pour tous à travers la réhabilitation et la construction d’ouvrages hydrauliques urbains, ruraux et pastoraux ;
6. Développer les infrastructures et l’énergie par des investissements dans les routes, les pistes rurales, l’électricité et les chemins de fer ;
7. Améliorer significativement les indicateurs sociaux (éducation et santé) ;
8. Créer des emplois au profit des jeunes.

Aux élections présidentielles de 2016, le candidat Mahamadou Issoufou a proposé un nouveau programme intitulé « Programme de Renaissance Acte 2 » pour son deuxième mandat. Les valeurs qui en constituent le soubassement sont : l’état de droit, la liberté, la justice, l’égalité, la justice, le travail, la solidarité et l’ordre. Il mettra l’accent sur la préservation des acquis et la consolidation de la renaissance en vue du développement du pays, selon les priorités ci-après :
1. Promouvoir la renaissance culturelle;
2. Poursuivre la consolidation des institutions démocratiques;
3. Assurer la sécurité des personnes et des biens;
4. Garantir l’accès à l’eau pour tous;
5. Assurer la sécurité alimentaire à travers l’I3N;
6. Développer les infrastructures de communication et énergétiques;
7. Développer les secteurs sociaux : éducation et santé;
8. Promouvoir l’emploi des jeunes[8].

L’économie du Niger a été marquée par une croissance notable au cours des trois dernières années (2,3 % en 2011 ; 11,1 % en 2012 et 3,6 % en 2013). Sa structure a été modifiée par l’entrée du Niger dans le cercle des pays producteurs de pétrole, des investissements sociaux importants, la délivrance de nouveaux permis miniers et la renégociation des contrats sur l’uranium avec AREVA.

#### Politique et diplomatie

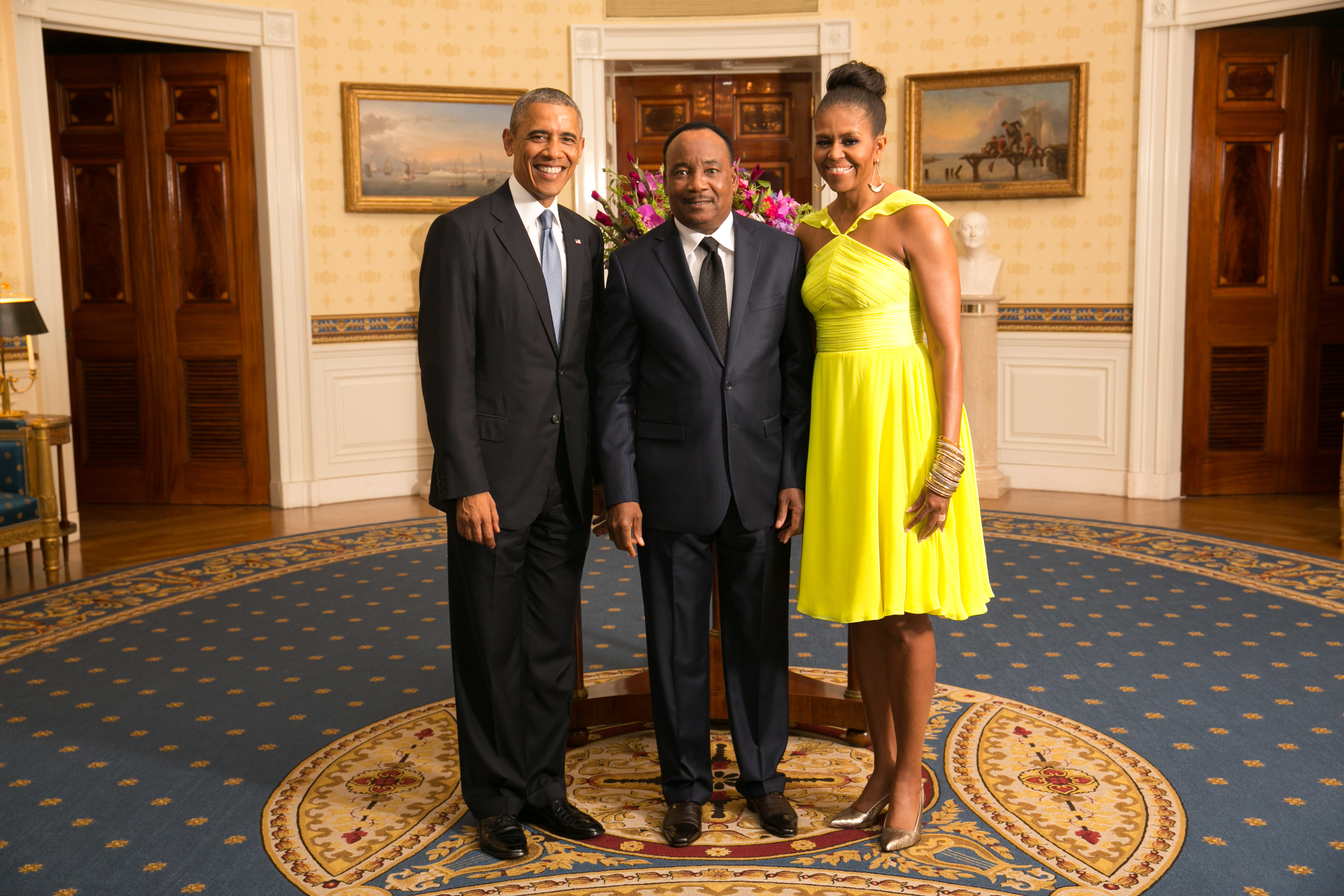
Barack Obama, Mahamadou Issoufou et Michelle Obama à la Maison-Blanche en 2014.

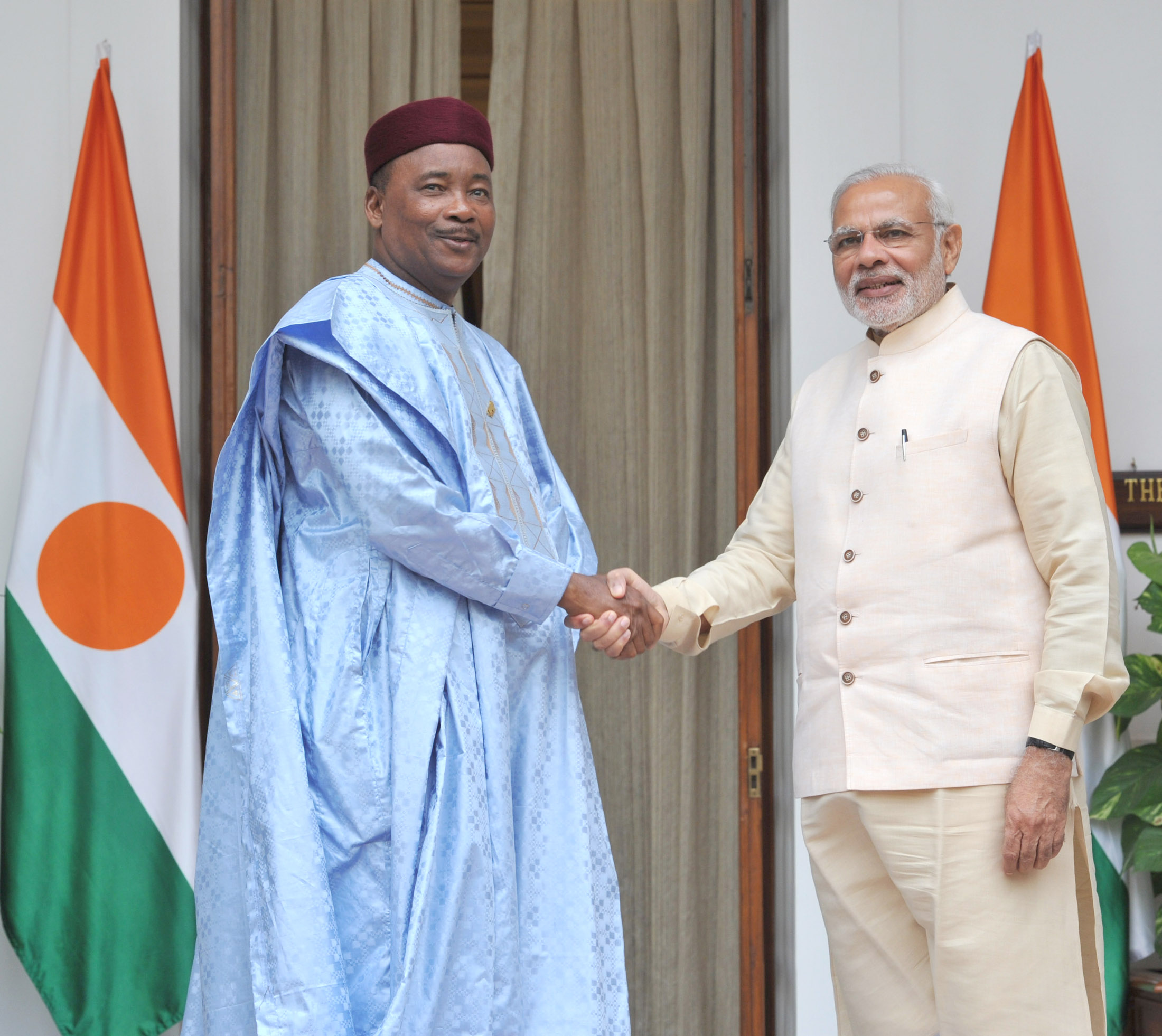
Le Premier ministre, Narendra Modi et Mahamadou Issoufou, lors du 3ème Sommet du Forum Inde Afrique, à New Delhi le 28 octobre 2015.

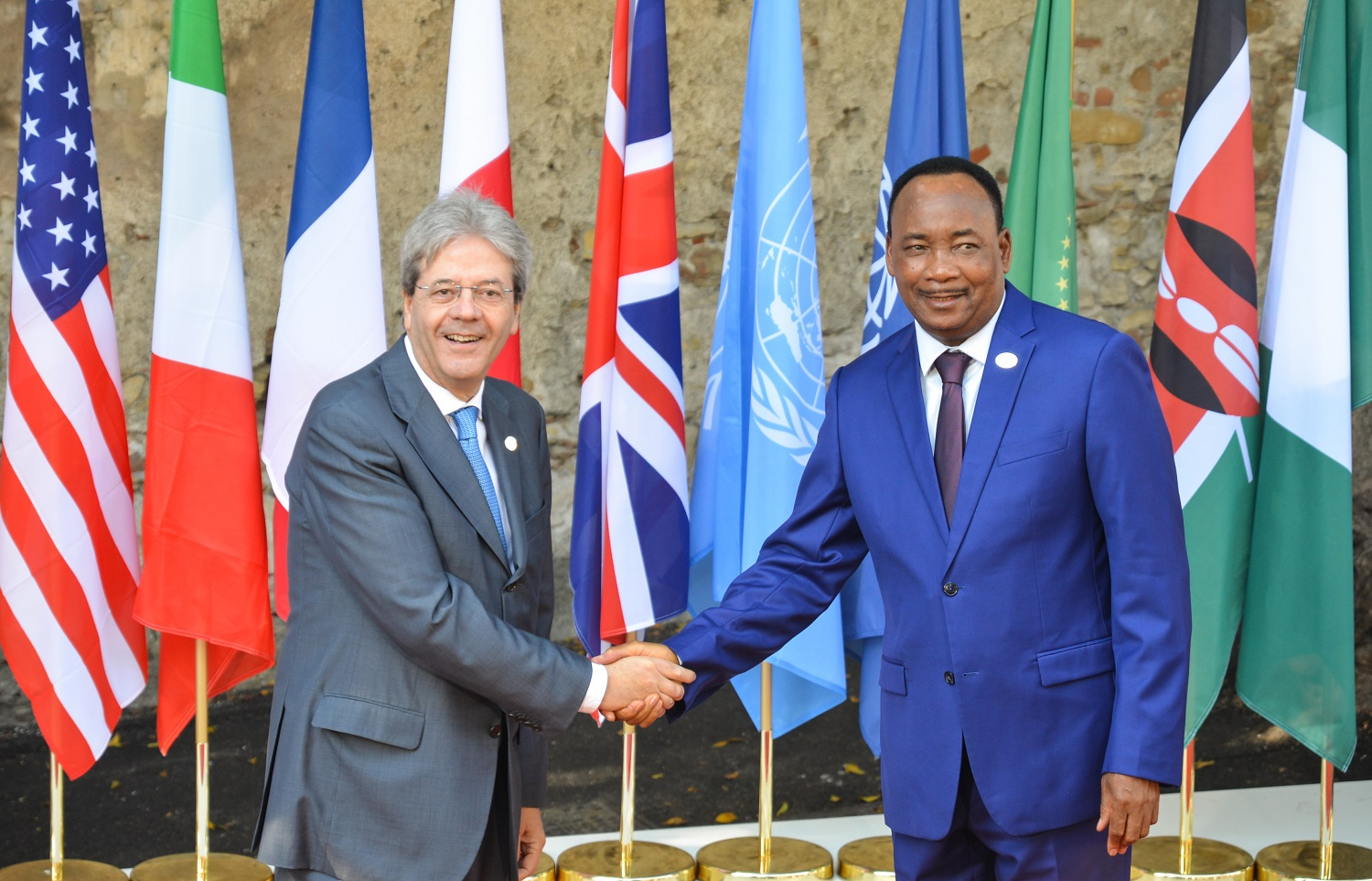
Paolo Gentiloni et Mahamadou Issoufou en 2017.

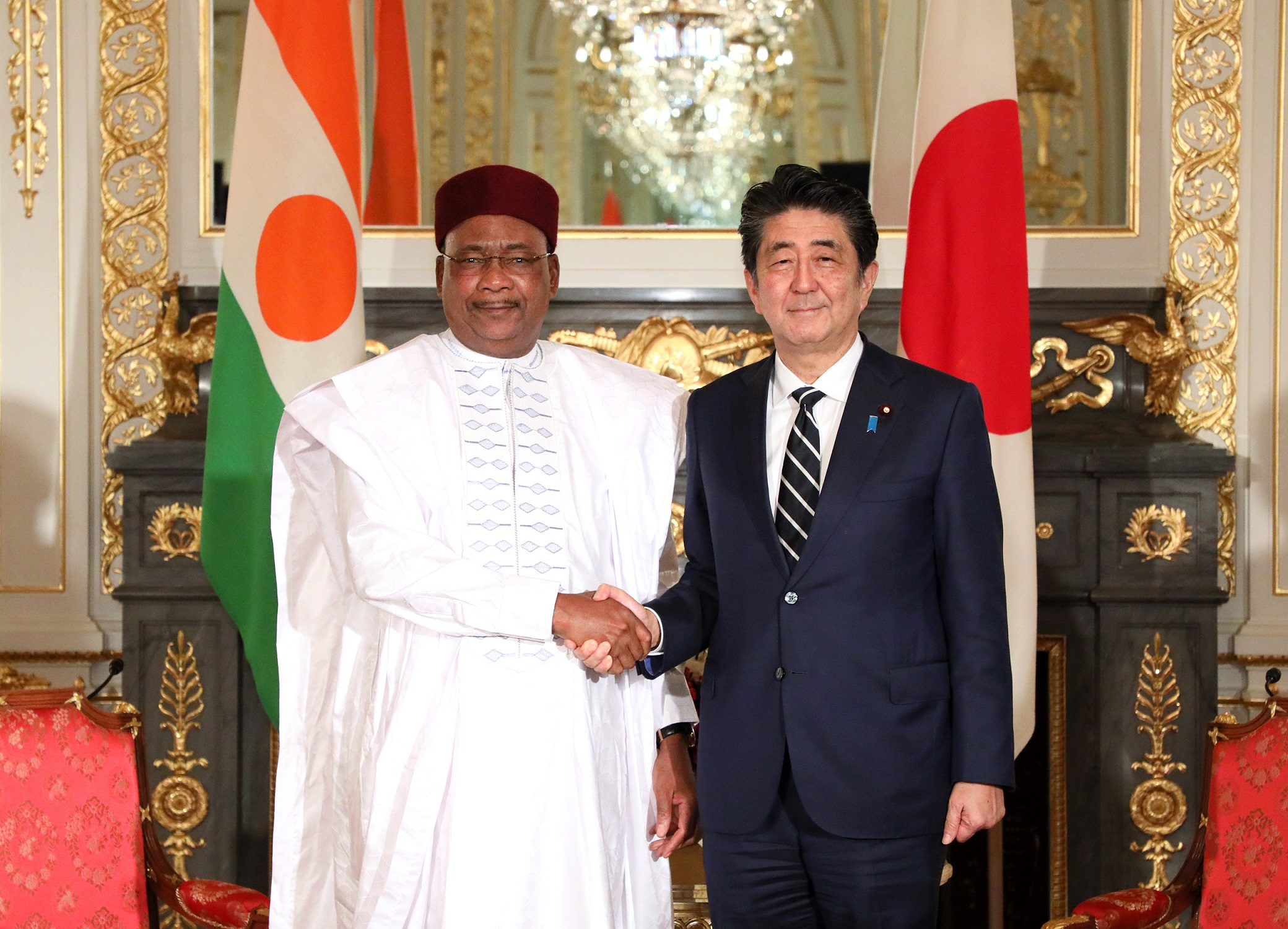
Le Premier ministre Shinzō Abe avec Mahamadou Issoufou au palais d'Akasaka en 2019.

Malgré le départ de l’alliance au pouvoir du parti MODEN-FA/Lumana qui avait contribué à amener au pouvoir Mahamadou Issoufou en 2011, le gouvernement est resté stable, jouissant de la majorité à l’Assemblée nationale. Pour être de « large ouverture » comme le voulait le président Issoufou, il a connu un profond remaniement en août 2013, marqué notamment par l’entrée de plusieurs hauts responsables des partis de l’opposition, notamment le MODEN-FA et le MNSD.
Sur le plan diplomatique, le régime du président Mahamadou Issoufou se caractérise par un engagement fort pour l’intégration économique régionale et la sécurité dans la zone sahélienne. Lors de la crise malienne, le président Issoufou a engagé des troupes (plus de 600 soldats) et plaidé auprès de ses pairs de la région, de la France et des Nations unies notamment, pour la constitution de la MINUSMA (Mission intégrée des Nations unies pour la stabilisation du Mali).
Président en exercice du G5 Sahel en janvier 2018, affirmant que 25 % du budget nigérien est consacré à l’éducation, rendue gratuite et obligatoire jusqu’à 16 ans et ayant renforcé l’enseignement de l’histoire des religions à l’école pour mieux contrer la radicalisation, Mahamadou Issoufou plaide pour un plus grande intégration économique dans la région  pour favoriser le développement et donner des perspective à la jeunesse africaine : « le G5 Sahel n’a pas uniquement une dimension militaire. (...) La finalité est une intégration économique dans cette région sinistrée où l’on trouve des indices de développement parmi les plus faibles au monde. (...) Le développement exige plus d’intégration et un marché continental qui soit libéralisé au sein d’un marché commun (...) Pourtant, le commerce intra-africain ne représente que 13 % des échanges continentaux. Car les infrastructures manquent (...) ce qui contraint l’Afrique à importer ses produits d’autres continents (...) [Ce] manque d’intégration freine l’économie et renforce la pauvreté, de même que le chômage. Certains jeunes Africains n’ont plus d’autre choix que de fuir ».
Sur les questions militaires, il donne carte blanche à l’Armée française, qui dispose d’une base à Niamey. La forte proximité entre l'armée française et le gouvernement de Mahamadou Issoufou est critiquée par certains diplomates français, pour qui : « Parce que c’est ancré dans leur culture, les militaires pensent que, pour faire face à la menace terroriste, il faut un homme fort à la tête du pays. Ils ne veulent pas comprendre que le soutien apporté à des autocrates peut aussi pousser des personnes à rejoindre les groupes terroristes, ou du moins à en devenir des sympathisants. »
Il compte parmi les principaux promoteurs de la controversée zone de libre-échange continentale africaine (ZLEC).

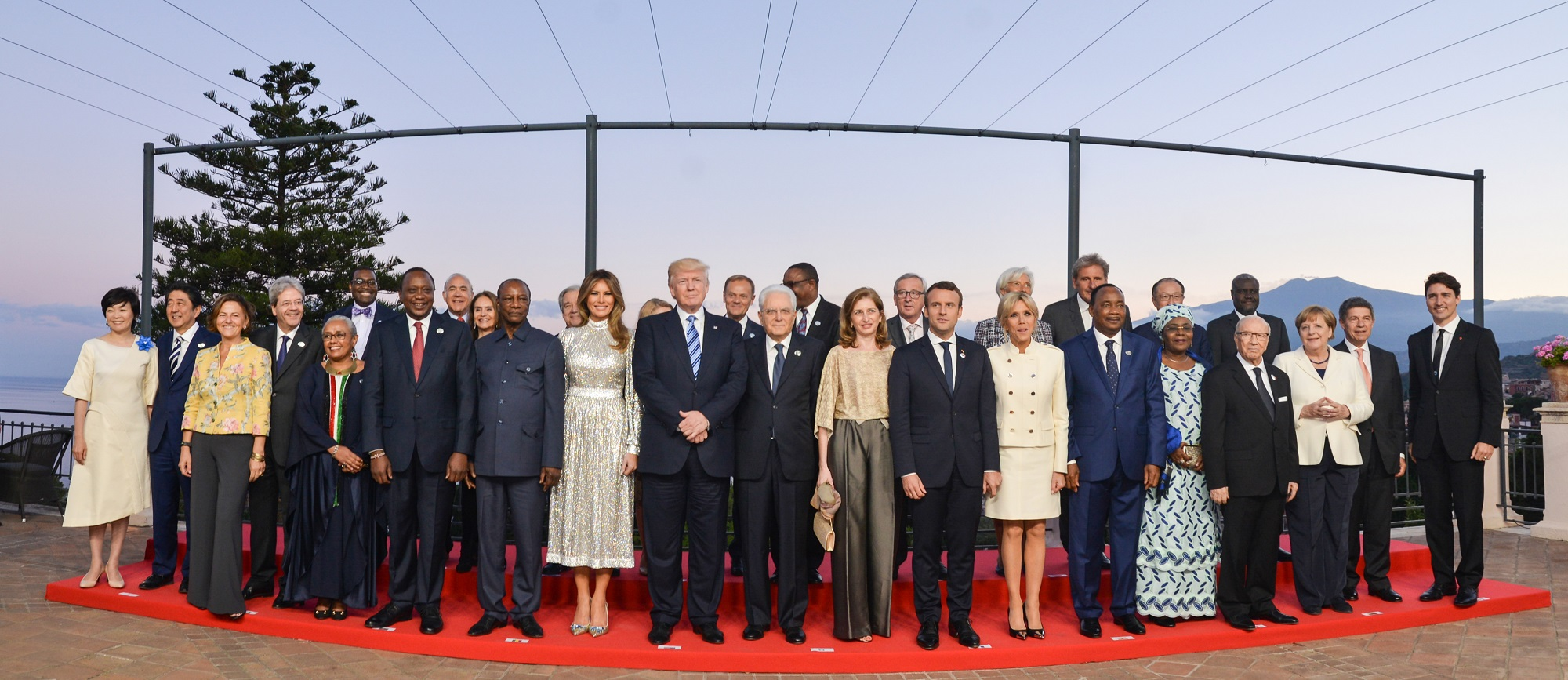
Photo de groupe au sommet du G7 de 2017 en Italie

#### Réélection en 2016
Mahamadou Issoufou est réélu le 20 mars 2016 pour un second mandat à la présidence de la république. Il est investi à ce poste le 2 avril 2016. Il est réélu à 92,51 % des voix, l'opposition ayant boycotté l'élection.

#### Controverses
En 2018, la publication d'une nouvelle loi de finances est l'objet d'une série de manifestations. Les manifestants reprochent à la loi de créer de nouveaux impôts appauvrissant la population alors que de l'autre côté, des cadeaux fiscaux sont prévus pour les entreprises de télécommunication. Les manifestations conduisent à l'arrestation de 26 activistes de la société civile, dont certains passent plus de six mois en détention. Une pétition pour leur libération est créée sur la plateforme change.org. Depuis ces évènements et la dégradation de la situation sécuritaire au Niger, plus d'une vingtaine de rassemblements et manifestations sont interdites, le motif d'interdiction le plus utilisé étant le « risque de troubles à l'ordre public », selon le mouvement Tournons la page dans un rapport publié en mars 2020.
En février 2020, un scandale de détournement de fonds éclate à la suite d'un audit au ministère de la défense nationale où plusieurs dizaines de milliards de francs CFA (plus d'une centaine de millions d'euros) auraient été détournés par des membres du gouvernement lors de l'achat de matériel militaire. Ce scandale arrive dans une période d'insécurité grandissante au Niger où les attaques des groupes terroristes contre les positions gouvernementales sont récurrentes, notamment deux attaques de grande envergure à Inatès et Chinégodar, laissant de nombreuses familles endeuillées. Une manifestation est organisée le 15 mars 2020 pour affirmer le soutien de la population aux Forces de Défense et de Sécurité nigérienne et demander que les coupables des détournements soient traduits en justice. Organisée en pleine pandémie de Covid-19 qui voit le gouvernement interdire les rassemblements de plus de 1 000 personnes, la manifestation conduit à des affrontements avec les forces de l'ordre faisant au moins trois morts. Quinze autres personnes sont également arrêtées dont trois restent 6 mois et demi en prison.
Plusieurs lois adoptées pendant le mandat de Mahamadou Issoufou provoquent la controverse en raison de leurs conséquences sur les libertés publiques. La première est la Loi N°2019-33 du 3 juillet 2019 portant répression de la cybercriminalité, qui punit dans son article 31 de six mois à trois ans d’emprisonnement la « diffusion de données de nature à troubler l’ordre public ou à porter atteinte à la dignité humaine ». Ces deux notions, vagues et non définies, ont servi de prétexte à l’arrestation notamment de blogueurs ou journalistes dans l’exercice de leur travail. Depuis mars 2020, au moins dix personnes ont été poursuivies sur ce fondement.
Le seconde est la Loi N°2020-019 du 3 juin 2020 portant interception de certaines communication émises par la voie électronique au Niger. La loi est jugée liberticide par les organisations de défense des droits humains et l'opposition car son article 2 édicte que « Peuvent être autorisés […] les interceptions de communication émises par voie électronique ayant pour objet, la recherche de renseignement suivants : atteinte à la sûreté de l’État […] », sans définir « l’atteinte à la sûreté de l’État ». Le fait que ces interceptions ne soient pas autorisées par un juge mais par le « Président de la République ou la personne par lui déléguée » est également critiqué. La loi est adoptée malgré un avis défavorable de la Cour constitutionnelle nigérienne.
Le 29 juin 2020, l'organisation Civicus place le Niger sur sa liste de pays en surveillance, qualifiant son espace civique d'« entravé ». À l'approche des élections générales de décembre 2020, la répression de l'espace civique s'accroît encore au Niger au point que le 8 décembre 2020, l'organisation Civicus va déclasser une deuxième fois le pays en moins de six mois en qualifiant son espace civique de « réprimé ».
La restriction de l'espace civique orchestrée par le gouvernement de Mahamadou Issoufou a valu au Niger d'être condamné le 22 juin 2021 par la Cour de justice de la CEDEAO pour « détention arbitraire et illégale » à la suite de la plainte déposée par Sadat Ilya Dan Malam. Ce militant pro-démocratie arrêté à la suite d'une manifestation pacifique avait passé 19 mois en prison entre avril 2018 et novembre 2019.

#### Départ et succession
« Je ne veux pas procéder aux triturations que l’on a coutume de voir en Afrique. Je n’ai pas cette arrogance de croire que je suis un homme providentiel irremplaçable. »
— Mahamadou Issoufou
Mahamadou Issoufou ne se porte pas candidat à sa réélection à l'élection présidentielle nigérienne de 2020-2021, la constitution limitant à deux le nombre de mandats présidentiels. Le respect de cette limitation dans le cadre d'élections libres et transparentes est alors un engagement maintes fois répété par Issoufou, qui lui vaut l'agacement de plusieurs de ses pairs africains ayant fait modifier ou ayant l'intention de modifier leur constitution pour la contourner.
Début 2020, son intervention en tant que président tournant de la Cédéao contraint ainsi le président guinéen Alpha Condé à surseoir la tenue de son référendum constitutionnel, Issoufou étant parvenu à convaincre les autres membres de l'organisation ouest-africaine de retirer sa mission d'observation, tout en multipliant les appels téléphoniques à Alpha Condé pour lui demander la révision du fichier électoral, l'inclusion de l'opposition dans le processus électoral, et la renonciation à un troisième mandat. En 2019, le président sortant désigne publiquement un « dauphin présidentiel » en vue de l'élection présidentielle de 2020 : Mohamed Bazoum, lui aussi membre fondateur du PNDS. Le fils d'Issoufou, Sani Issoufou Mahamadou, est nommé directeur de la campagne de Bazoum.
En raison de son engagement à se limiter à deux mandats, Mahamadou Issoufou est jugé susceptible de se voir attribuer le prix Mo-Ibrahim, qui récompense la bonne gouvernance et le leadership démocratique des dirigeants africains. Il fait dans tous les cas, l'objet de nombreuses louanges, alors que des présidents voisins, en Côte d'Ivoire ou en Guinée, ont modifié la loi électorale afin de briguer un troisième mandat. Il reçoit le prix Mo Ibrahim en mars 2021. Selon le comité le décernant, le chef de l'État s'est « distingué par ses efforts pour améliorer le développement économique de son pays, tout en œuvrant pour la stabilité régionale ». Sa volonté de ne pas se représenter pour un troisième mandat est également jugée déterminante. Le prix n'avait pas été décerné depuis 2017, faute de candidat remplissant les critères.
Dans la nuit du 30 au 31 mars 2021, une tentative de putsch est déjouée.
Mohamed Bazoum, élu président de la république du Niger lors de l'élection de 2020-2021 face à l'ex-président Mahamane Ousmane, est investi le 2 avril 2021 et succède officiellement à Issoufou.

## Après la présidence
En 2021, Mahamadou Issoufou fonde une fondation qui porte son nom : la Fondation Issoufou Mahamadou (FIM). Plusieurs responsables politiques nigériens font partie de la direction : Brigi Rafini, Foumakoye Gado et Abdoulaye Bathily.
En mai 2022, il est désigné par le secrétaire général de l'ONU Antonio Guterres pour diriger une équipe de haut niveau sur la sécurité et le développement au Sahel.
En juin 2022, Mahamadou Issoufou est nommé par la Cédéao médiateur entre l'organisation ouest-africaine et les Burkinabès,.

## Coup d'État de 2023
Un coup d'État se déroule en juillet 2023. Le 17 août 2023, Mahamadou Issoufou demande le retour à l'ordre constitutionnel et la libération de Mohamed Bazoum.
Mahamadou Issoufou est accusé par les proches de Mohamed Bazoum d’être derrière le coup d'État.
En novembre 2023, l'ancien ambassadeur de France au Niger Sylvain Itté accuse, devant une commission de l'Assemblée nationale française, Issoufou d'« implication directe » dans le coup d'État. Le journal Le Monde relaie la version de sources françaises selon laquelle Issoufou et Bazoum auraient été en désaccord sur le partage des recettes liées à l'exploitation du pétrole. Cette version n'est toutefois pas confirmée. Le 21 février 2024, Mahamadou Issoufou annonce son intention de porter plainte contre Itté,.
En avril 2024, Hinda Bazoum, la fille de Mohamed Bazoum, accuse Mahamadou Issoufou d'être « le cerveau » qui a « orchestré » le coup d'État de 2023.
En août 2024, soit plus d'un an après les faits, Mahamadou Issoufou condamne le putsch militaire de juillet 2023, contre son successeur Mohamed Bazoum, à la suite de pressions de la fondation Mo Ibrahim. Ce délai et les conditions de cette condamnation, confortent encore la suspicion d'implication de l'ancien président dans le coup d'Etat.

## Décorations
- Collier de l'ordre national du Niger
- Grand-croix de l'ordre du Mérite du Niger
- Grand-croix de l'ordre national de la Légion d'honneur (France)
- Grand-croix de l'ordre de la République (Tunisie)

et de nombreuses autres décorations.